# Marcello Bucci
Marcello Bucci (Pistoia, 3 maggio 1952 – Pistoia, 29 giugno 2015) è stato un politico italiano.

## Biografia
Esponente del Partito Comunista Italiano, venne eletto consigliere comunale a Pistoia nel 1975 e fu assessore alla pubblica istruzione dal 1977 al 1982 nella giunta presieduta da Renzo Bardelli. Rieletto consigliere, fu di nuovo assessore dal 1985 al 1988.
Il 10 ottobre 1988 fu eletto sindaco di Pistoia, riconfermato nel 1990 alla guida di una maggioranza composta da comunisti e socialisti; l'alleanza non ebbe vita facile, e Bucci tentò un'apertura verso la Democrazia Cristiana per poter continuare ad amministrare la città. Ciò non piacque ai socialisti, tanto che nel settembre 1992 il sindaco decise di rassegnare le dimissioni.
Dal 1995 al 1999 fu di nuovo consigliere, eletto con una lista civica. Ricoprì inoltre la carica di presidente dell'ANCI Toscana dal 1989 al 1999.
Morì dopo una lunga malattia il 29 giugno 2015 all'età di sessantatré anni.